# Sondergericht Saarbrücken
Das Sondergericht Saarbrücken war ein Sondergericht mit Sitz in Saarbrücken.

## Geschichte
Nach der Machtergreifung der Nationalsozialisten wurde am 21. März 1933 reichsweit für jeden Oberlandesgerichtsbezirk ein Sondergericht eingerichtet, insgesamt also 26. Am Oberlandesgericht Zweibrücken entstand kein Sondergericht. Das Sondergericht für den Oberlandesgerichtsbezirk Zweibrücken wurde als Sondergericht Frankenthal am Landgericht Frankenthal gebildet. Aufgrund der Volksabstimmung im Saargebiet 1935 kehrte das Saargebiet zum Reich zurück. Am Landgericht Saarbrücken wurde mit Verordnung des Reichsjustizministers vom 14. Dezember 1935 das Sondergericht Saarbrücken gebildet.
1938 schlossen die Nationalsozialisten die Pfalz und das Saargebiet zum Gau Saarpfalz zusammen. In diesem Zusammenhang wurde das Sondergericht Saarbrücken und das Sondergericht Frankenthal aufgehoben und stattdessen das Sondergericht Kaiserslautern gebildet.
Mit dem Beginn des Zweiten Weltkriegs wurde ein Streifen von 20 km Tiefe an der Grenze zur Roten Zone erklärt und die dortigen Behörden und auch Gerichte vorsichtshalber tiefer ins Reich evakuiert. So wurde das Landgericht Saarbrücken nach Kaiserslautern verlegt. Gleichzeitig wurde verordnet, dass für die Landgerichte im Freimachungsgebiet eigene Sondergerichte eingerichtet werden sollten. Entsprechend entstand das Sondergericht Saarbrücken, das seinen Sitz aber in Kaiserslautern hatte. Da offensichtlich mehrere Sondergerichte in einer Stadt unsinnig waren, verordnete der Reichsjustizminister am 30. November 1939 die Auflösung der Sondergerichte Zweibrücken und Saarbrücken zu 1. Januar 1940.
Mit Verfügung des Reichsjustizministers vom 14. März 1940 wurde das Sondergericht Kaiserslautern zum 15. März 1940 aufgelöst. Seine Aufgaben übernahm das (nun zum dritten Mal) neu gegründete Sondergericht Saarbrücken.
Das Sondergericht Saarbrücken sprach 34 Todesurteile aus, das Letzte am 2. März 1945.

## Rechtsfälle
- Freispruch Jakob Fuchs

## Richter
- Friedrich Karl Freudenberger (Vorsitzender)
- Karl Hack (Richter)
- Franz-Josef Finke (Richter, wurde später Richter am Bundesgerichtshof)[3]